# 1942 en architecture
| Années de l'architecture : 1939 - 1940 - 1941 - 1942 - 1943 - 1944 - 1945    |
| Décennies de l'architecture : 1910 - 1920 - 1930 - 1940 - 1950 - 1960 - 1970 |

Cet article présente les faits marquants de l'année 1942 en architecture.

## Réalisations
- x

## Évènements
- Parution de la version abrégée de la charte d'Athènes de Le Corbusier.

## Récompenses
- x

## Naissances
- x

## Décès
- 20 mai : Hector Guimard (° 10 mars 1867).
- 8 décembre : Albert Kahn (° 21 mars 1869).